# Macomb (Illinois)
Macomb is een plaats (city) in de Amerikaanse staat Illinois, en valt bestuurlijk gezien onder McDonough County.

## Demografie
Bij de volkstelling in 2000 werd het aantal inwoners vastgesteld op 18.558. In 2006 is het aantal inwoners door het United States Census Bureau geschat op 18.422, een daling van 136 (-0,7%).

## Geografie
Volgens het United States Census Bureau beslaat de plaats een oppervlakte van 26,5 km², waarvan 25,5 km² land en 1,0 km² water. Macomb ligt op ongeveer 219 m boven zeeniveau.

## Plaatsen in de nabije omgeving
De onderstaande figuur toont nabijgelegen plaatsen in een straal van 16 km rond Macomb.

## Geboren
- Al Sears (1910-1990), tenor- en altsaxofonist en bandleider